# Финк, Майк
Майк Финк (Mike Fink; ок. 1770 или 1780, Форт-Питт, Питтсбург, Пенсильвания — ок. 1823, Форт-Генри, Северная Дакота) — американский полулегендарный лодочник, стрелок, разведчик-скаут рубежа XVIII—XIX веков, ставший фигурой американского фольклора. Историчность Финка как таковая обычно не оспаривается, однако большинство деталей его биографии и фактов считаются безусловно вымышленными и нереальными. В фольклорных историях он описывается как удивительный храбрец, ловкач, драчун, грубиян, хвастун, шутник и горький пьяница высокого роста. Свою деятельность лодочника Финк якобы осуществлял на реках Огайо и Миссисипи.
Считается, что Финк родился между 1770 и 1780 годами в современной Пенсильвании. Уже в отрочестве он стал разведчиком и участвовал в войнах с индейцами, заслужив себе репутацию меткого стрелка и жестокого убийцы. В середине 1780-х годов, когда Война за независимость и Индейские войны в Пенсильвании завершились, он не захотел заниматься фермерством и начал заниматься перевозками на вёсельной лодке, ходя вверх и вниз по Огайо и Миссисипи. Именно там он приобрёл известность благодаря физической силе, постоянной готовности драться с кем угодно и множеству рассказываемых им шуток. В легендах о Майке Финке говорится, что он мог залпом выпить галлон виски и отстрелить хвост свинье с расстояния в 90 шагов, а также что он якобы сбивал своими выстрелами головные уборы с индейских вождей и замки с ножных колодок чернокожих рабов. В 1822 году Финк, как считается, участвовал в экспедиции генерала Уильяма Эшли вверх по Миссури, целью которой была торговля мехами. Спустя год после её начала он якобы был убит во время ссоры с другими её участниками: в одной из легенд говорится, что, напившись, Финк рассвирепел и застрелил одного из путешественников, будучи затем застрелен товарищем убитого.
Финк стал фольклорным персонажем уже в конце 1820-х годов. Истории о нём самого разного рода были популярны вплоть до начала Гражданской войны, после чего его известность стала постепенно сходить на нет, хотя к его образу в фольклоре и массовой культуре неоднократно обращались и позднее. Сначала они распространялись в устной форме, впоследствии были опубликованы небылицы, легенды, рассказы, небольшие пьесы и даже стихи и песни о нём. Главными сюжетами этих произведений народной литературы выступали «подвиги» Финка, связанные обычно с выпивкой, стрельбой и убийствами, или обстоятельства его смерти, описывавшиеся в разных историях подчас совершенно по-разному. В первой половине XIX века фигура Финка во многом была воплощением стереотипных представлений о хвастливом и жестоком, пусть и способном, жителе Фронтира, а в легендах о нём он описывался в первую очередь как обладающий множеством талантов, но порочный и жестокий персонаж, который в конце концов получил по заслугам.